# Xiuladora pitdaurada
La xiuladora pitdaurada (Pachycephala fulvotincta) és un ocell de la família dels paquicefàlids (Pachycephalidae).

## Hàbitat i distribució
Habita els boscos des de les illes de Java i Bali fins les illes Petites de la Sonda centrals i altres illes del Mar de Flores, al sud de Sulawesi.